# Mark St. John
Mark Norton (Anaheim, California; 7 de febrero de 1956-New York; 5 de abril de 2007) fue un guitarrista estadounidense, reconocido principalmente por haber tocado en la banda de rock Kiss, con quienes grabó el álbum de 1984 Animalize.

## Discografía
Con Kiss
- Animalize (1984)

Con White Tiger
- White Tiger (1986)

En Solitario
- Mark St. John Proyect (1999)
- Magic Bullet Theory (2003)[1]